# 四平战役联军指挥所旧址
四平战役联军指挥所旧址，位于中国吉林省四平市铁西区英雄广场原气象局小楼，为一个省级文物保护单位，类型为近现代重要史迹及代表性建筑，公布时间为2007年5月31日。该文物保护单位由四平战役纪念馆管理。
四平战役联军指挥所旧址的历史年代为民国。